# Gestionnaire de fichiers (Windows)
Pour les articles homonymes, voir Gestionnaire de fichiers.
Chronologie des versions
MS-DOS Executive (d) Explorateur Windows
Gestionnaire de fichiers est un utilitaire de gestion de fichiers livré avec les versions de Microsoft Windows entre 1990 et 1999. Il est disponible en téléchargement facultatif pour toutes les futures versions de Windows, y compris Windows 10. 
C'est l'interface graphique multifonction, remplaçant « MS-DOS Exécutive », l'interface en ligne de commande de MS-DOS pour gérer des fichiers (copier, déplacer, d'ouvrir, de supprimer, de recherche, etc.), l'application des versions précédentes de Windows. Bien que Gestionnaire de fichiers soit inclus dans Windows 95 et Windows NT 4.0 et certaines versions ultérieures, Windows Explorer a été introduit et utilisé comme le principal gestionnaire de fichiers en cliquant sur l'icône "Mon Ordinateur".
Une version mise à jour pour Windows 10 a été publiée le 6 avril 2018. Elle est disponible sur le Microsoft Store.

## Aperçu
L'interface du programme montre une liste de dossiers sur le panneau de gauche, et une liste du contenu du répertoire courant sur le panneau de droite. Le gestionnaire de fichiers permet à l'utilisateur de créer, renommer, déplacer, d'impression, de copie, de rechercher et supprimer des fichiers et des dossiers, ainsi que de définir des autorisations (attributs) tels que les archives, en lecture seule, caché ou système, et associer les types de fichiers avec les programmes. Des outils sont aussi disponibles pour l'étiquette et le format des disques, gestion des dossiers pour le partage de fichiers et de connecter et déconnecter un lecteur réseau. Sur Windows NT, il était également possible de définir des Acl sur les fichiers et dossiers NTFS partitions via shell32. Sur les lecteurs NTFS, les fichiers individuels ou des dossiers entiers pourraient être comprimé ou élargi.
La version de Windows NT Gestionnaire de Fichiers permet aux utilisateurs de changer de dossier, un fichier local, en réseau et les autorisations des utilisateurs.
À partir de Windows 95 et Windows NT 4.0 ou ultérieur le gestionnaire de fichiers a été remplacé par l'Explorateur Windows. 
Ian Ellison-Taylor a été le shell développeur sur le Windows 3.1 de l'équipe responsable pour le Gestionnaire de Fichiers et le Gestionnaire d'Impression.
La source a été publiée sur Github, en 2018, avec une licence MIT par Microsoft.

## Les Versions

### 16 bits
La version d'origine du Gestionnaire de Fichiers est un programme 16 bits qui pris en charge les noms de fichiers 8.3 qui étaient en usage à l'époque.
Il n'a pas la prolongation de noms de fichiers qu'est devenu disponible dans Windows 95 – y compris les noms de fichiers longs et les noms de fichier contenant des espaces. Au lieu de cela, il affiche seulement les six premiers caractères suivis par un tilde "~" et un certain nombre, généralement de 1. Plus de nombres (2, 3, et ainsi de suite) ont été ajoutés après le tilde si plus d'un nom de fichier existaient dans le même dossier.
La version 16 bits distribué avec Windows 3.1 x et Windows pour Workgroups 3.1 x a eu un problème Y2K en raison lexicographique entre la représentation de la date et de l'ASCII. Microsoft a corrigé les binaires pour Windows 3.1.[Quand ?]

### Windows NT
Gestionnaire de fichiers a été réécrit comme un programme 32 bits pour Windows NT. Cette nouvelle version traitée correctement les noms de fichiers longs en plus de NTFS systèmes de fichiers. Il était fourni avec Windows NT 3.1, 3.5, 3.51 et 4.0.

### Windows 10
Le 6 avril 2018, Microsoft a publié les binaires et le code source, sous licence la Licence MIT, pour une version améliorée du Gestionnaire de Fichiers pouvant être exécuté sur Windows 10. Cette version inclus les changements comme la capacité à compiler dans les versions modernes de Visual Studio, la possibilité de compiler une application 64 bits et de nombreuses améliorations de facilité d'utilisation.